# Agathidium atrum
Agathidium atrum är en skalbaggsart som först beskrevs av Gustaf von Paykull 1798.  Agathidium atrum ingår i släktet Agathidium, och familjen mycelbaggar. Arten är reproducerande i Sverige.